# Landkreis Südwestpfalz
Der Landkreis Südwestpfalz ist eine Gebietskörperschaft im Süden von Rheinland-Pfalz. Sitz der Kreisverwaltung ist die kreisfreie Stadt Pirmasens, die komplett vom Landkreis umschlossen ist und kein Teil des Landkreises ist. Bevölkerungsreichste Kommune ist die Stadt Rodalben. Der Landkreis grenzt sowohl an das Saarland als auch an Frankreich.

## Geographie

### Lage
Der Landkreis Südwestpfalz weist eine zweigeteilte landschaftliche Gliederung auf. Im Osten liegen die Hügel des Pfälzerwaldes. Auf Sandsteinfelsen breitet sich hier eine abwechslungsreiche Waldlandschaft aus, unterbrochen von Talauen verschiedener Bäche. Die Quelle des Lauterbachs liegt in der Nähe von Pirmasens. Im Dahner Felsenland, in dem freistehende Sandsteinfelsen stehen, wird Tourismus betrieben.
Der Westen des Kreisgebietes hat Anteil an der Westricher Hochfläche und wird von offenen, landwirtschaftlich geprägten Landschaften dominiert. Im äußersten Südwesten des Kreises liegt Hornbach, dessen ehemaliges Benediktinerkloster eines der bedeutendsten Kultur- und Entwicklungszentren des Deutschen Reiches im Hochmittelalter war.

### Nachbarkreise
Der Landkreis grenzt im Uhrzeigersinn im Südwesten beginnend an den Saarpfalz-Kreis (im Saarland), an die kreisfreie Stadt Zweibrücken und an die Landkreise Kaiserslautern und Bad Dürkheim, an eine Exklave der kreisfreien Stadt Landau in der Pfalz sowie an den Landkreis Südliche Weinstraße (alle in Rheinland-Pfalz). Im Süden grenzt er an die französischen Arrondissements Hagenau-Weißenburg und Saargemünd und somit an die Départements Bas-Rhin und Moselle. Die kreisfreie Stadt Pirmasens ist ganz vom Landkreis Südwestpfalz umschlossen.

## Geschichte
Das Gebiet des heutigen Kreises war vor 1800 in zahlreiche Herrschaftsgebiete zersplittert. Die bedeutendsten waren die Grafschaft Hanau-Lichtenberg, zu der der zentrale Süden als Amt Lemberg gehörte, das Herzogtum Pfalz-Zweibrücken hauptsächlich im Westen und das Hochstift Speyer mit dem Wieslautertal im Südosten. Im Norden des Gebiets bildete die Herrschaft Gräfenstein eine badische Exklave, während Waldfischbach und umliegende Dörfer zum Kurfürstentum Pfalz gehörten. Hanau-Lichtenberg und die pfälzischen Territorien waren seit der Reformation protestantisch, während das Speyerer Gebiet und das Gräfensteiner Land katholisch blieben. Ab 1816 gehörte das Kreisgebiet vollständig zu Bayern. Dieses bildete 1818 u. a. das Landkommissariat Pirmasens, aus dem 1862 das Bezirksamt Pirmasens hervorging.
Am 1. März 1920 schied die Stadt Pirmasens aus dem Bezirksamt Pirmasens aus und wurde zur kreisunmittelbaren Stadt. 1939 wurde das Bezirksamt wie alle bayerischen Bezirksämter in Landkreis umbenannt. Nach dem Zweiten Weltkrieg wurde der Landkreis Teil der französischen Besatzungszone. Der Landkreis Pirmasens wurde 1946 Bestandteil des Landes Rheinland-Pfalz, zunächst im Regierungsbezirk Pfalz.
Im Rahmen der Gebietsreformen in Rheinland-Pfalz gab es zunächst am 7. Juni 1969 mehrere Gebietsänderungen:
- Die Gemeinden Höhmühlbach und Wallhalben wechselten aus dem Landkreis Pirmasens in den Landkreis Zweibrücken.
- Aus dem aufgelösten Landkreis Bad Bergzabern wechselten die Gemeinden Darstein, Dimbach, Lug, Schwanheim, Spirkelbach und Wilgartswiesen in den Landkreis Pirmasens.
- Die Gemeinden Erlenbrunn, Fehrbach, Hengsberg und Winzeln sowie der Ortsteil Niedersimten der Gemeinde Simten schieden aus dem Landkreis aus und wurden in die kreisfreie Stadt Pirmasens eingegliedert.

Am 22. April 1972 erfolgten weitere Gebietsänderungen:
- Der größte Teil des aufgelösten Landkreises Zweibrücken, bestehend aus der Stadt Hornbach sowie den Gemeinden Althornbach, Battweiler, Bechhofen, Biedershausen, Bottenbach, Contwig, Dellfeld, Dietrichingen, Großbundenbach, Großsteinhausen, Käshofen, Kleinbundenbach, Kleinsteinhausen, Knopp-Labach, Krähenberg, Maßweiler, Mauschbach, Reifenberg, Riedelberg, Rieschweiler-Mühlbach, Rosenkopf, Schmitshausen, Wallhalben, Walshausen, Wiesbach und Winterbach wurde in den Landkreis Pirmasens eingegliedert.
- Die Gemeinden Gersbach und Windsberg schieden aus dem Landkreis aus und wurden in die kreisfreie Stadt Pirmasens eingegliedert.
- Die Gemeinde Schopp wechselte aus dem Landkreis Pirmasens in den Landkreis Kaiserslautern.
- Im Gegenzug wechselte die Gemeinde Obernheim-Kirchenarnbach aus dem Landkreis Kaiserslautern in den Landkreis Pirmasens.

Der Landkreis Pirmasens wurde am 1. Januar 1997 in Landkreis Südwestpfalz umbenannt.
Der Sitz der Kreisverwaltung befand sich lange im Bezirksamt in der Bahnhofstraße in Pirmasens, das 1923/24 zeitweise von Pfälzer Separatisten besetzt war. Bei der Vertreibung der Separatisten wurde es in Brand gesteckt und musste im Anschluss wiederaufgebaut werden. In der Nachkriegszeit wurde das Gebäude zu klein und man errichtete eine neue Kreisverwaltung auf dem Sommerwald.

### Einwohnerstatistik

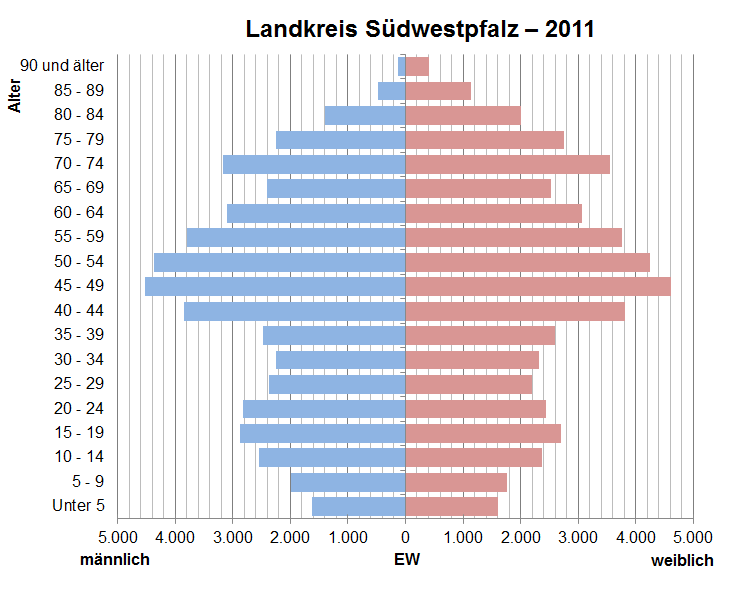
Bevölkerungspyramide für den Kreis Südwestpfalz (Datenquelle: Zensus 2011)

| Jahr | Einwohner | Quelle |
| ---- | --------- | ------ |
| 1864 | 41.800    | [ 5 ]  |
| 1885 | 50.383    | [ 6 ]  |
| 1900 | 71.072    | [ 7 ]  |
| 1910 | 86.981    | [ 7 ]  |
| 1925 | 54.506    | [ 7 ]  |
| 1939 | 64.147    | [ 7 ]  |
| 1950 | 67.341    | [ 7 ]  |
| 1960 | 76.200    | [ 7 ]  |
| 1970 | 80.800    | [ 8 ]  |
| 1980 | 98.700    | [ 9 ]  |
| 1990 | 100.300   | [ 10 ] |
| 2000 | 105.400   | [ 11 ] |
| 2010 | 98.887    |        |
| 2019 | 94.831    |        |

### Konfessionsstatistik
Katholiken bilden im Landkreis Südwestpfalz eine Mehrheit – wenn auch keine absolute. Laut dem Zensus 2011 waren im Jahr 2011 49,9 % der Einwohner römisch-katholisch, 35,9 % evangelisch und 14,2 % waren konfessionslos, gehörten einer anderen Glaubensgemeinschaft an oder machten keine Angabe. Der Anteil der Protestanten und Katholiken an der Gesamtbevölkerung ist seitdem jährlich um 1 Prozentpunkt gesunken. Gemäß dem Zensus 2022 waren Mai 2022 42,3 % der Einwohner katholisch, 31,3 % evangelisch, und 26,4 % waren konfessionslos, gehörten einer anderen Glaubensgemeinschaft an oder machten keine Angabe.
Ende März 2025 waren von den Einwohnern 38,9 % katholisch, 29,1 % evangelisch und 32 % waren konfessionslos oder gehörten einer anderen Glaubensgemeinschaft an.

## Politik

### Kreistag
Der Kreistag des Landkreises Südwestpfalz besteht aus 42 in einer personalisierten Verhältniswahl gewählten Kreistagsmitgliedern und dem Landrat als Vorsitzendem.
Wegen der Besonderheiten des rheinland-pfälzischen Wahlsystems bei den Kommunalwahlen (personalisierte Verhältniswahl) sind die angegebenen prozentualen Stimmanteile als gewichtete Ergebnisse ausgewiesen, die das Wahlverhalten nur rechnerisch wiedergeben.
Die Kreistagswahlen am 9. Juni 2024 führten zu folgendem Ergebnis:
| Parteien und Wählergruppen | % 2024 | Sitze 2024 | % 2019 | Sitze 2019 | % 2014 | Sitze 2014 |
| -------------------------- | ------ | ---------- | ------ | ---------- | ------ | ---------- |
| CDU                        | 32,9   | 14         | 33,1   | 14         | 40,2   | 17         |
| SPD                        | 21,8   | 9          | 23,4   | 10         | 29,5   | 12         |
| AfD                        | 15,8   | 6          | 11,1   | 5          | —      | —          |
| FWG                        | 11,4   | 5          | 12,7   | 5          | 13,4   | 6          |
| BSW                        | 6,7    | 3          | —      | —          | —      | —          |
| GRÜNE                      | 6,4    | 3          | 10,1   | 4          | 6,3    | 3          |
| FDP                        | 4,9    | 2          | 6,6    | 3          | 5,0    | 2          |
| LINKE                      | —      | —          | 3,0    | 1          | 3,4    | 1          |
| Sonstige                   | —      | —          | —      | —          | 2,3    | 1          |
| Gesamt                     | 100,0  | 42         | 100,0  | 42         | 100,0  | 42         |
| Wahlbeteiligung in %       | 72,5   | 72,5       | 70,5   | 70,5       | 67,3   | 67,3       |

### Bezirksamtmänner (bis 1938) und Landräte (ab 1939)
- 1915–191900Hermann Rottmann
- 1919–193000Friedrich Wenner
- 1930–193500Vinzenz Gilch
- 1935–194500Gottfried Weibel
- 1945–194800Herbert Schohl
- 1948–194900Franz Theato
- 1949–197200Ludwig Rieth
- 1972–197900Klaus-Dieter Uelhoff (CDU)
- 1979–201700Hans Jörg Duppré (CDU)
- 2017–000000Susanne Ganster (CDU)

Susanne Ganster setzte sich bei der Direktwahl am 7. Mai 2017 mit einem Stimmenanteil von 53,79 % gegen Peter Spitzer (SPD) durch und trat das Amt am 1. Oktober 2017 an.

### Wappen und Flagge

Hissflagge
Bannerflagge

Der Landkreis Südwestpfalz führt ein Wappen sowie eine Hiss- und Bannerflagge.
| Wappen des Landkreises Südwestpfalz | Blasonierung: „Gespalten: Rechts in Gold drei rote Sparren übereinander, links in Schwarz ein rot gekrönter und bewehrter goldener Löwe.“                                                                                              |
| Wappen des Landkreises Südwestpfalz | Wappenbegründung: Der Löwe symbolisiert das Kurfürstentum Pfalz, die Sparren die Grafschaft Hanau-Lichtenberg. Beide Herrschaften teilten sich vor 1800 das überwiegende Kreisgebiet. Das Wappen wurde am 20. Dezember 1972 genehmigt. |

## Wirtschaft und Verkehr
Im Zukunftsatlas 2016 belegte der Landkreis Südwestpfalz Platz 314 von 402 Landkreisen, Kommunalverbänden und kreisfreien Städten in Deutschland und zählt damit zu den Regionen mit „Zukunftsrisiken“.
Mit 15.349 Euro hat der Landkreis Südwestpfalz das niedrigste Bruttoinlandsprodukt pro Kopf unter allen Städten und Kreisen in Deutschland.

### Verkehr
Durch das Kreisgebiet führen die Bundesautobahnen 8 (Perl–Zweibrücken–Pirmasens) sowie 62 (Pirmasens–Landstuhl). Ferner wird das Kreisgebiet von mehreren Bundesstraßen und Kreisstraßen erschlossen, darunter die B 10, B 270 und die B 427.
Die wichtigste Bahnlinie, die das Kreisgebiet durchquert, ist die in Ost-West-Richtung verlaufende eingleisige Bahnstrecke Landau–Rohrbach, die den überregionalen Verkehr inzwischen eingebüßt hat. Ebenfalls an Bedeutung verloren hat die Biebermühlbahn, die Pirmasens mit Kaiserslautern verbindet und die von Pirmasens Nord bis Steinalben im Landkreis verläuft. Ausschließlich im Freizeitverkehr bedient wird die Wieslauterbahn von Hinterweidenthal Ost nach Bundenthal-Rumbach. Von 1913 bis 1971 existierte die Hornbachbahn, die Althornbach und Hornbach an das Eisenbahnnetz anband. Von 1921 bis 1930 gab es außerdem noch die schmalspurige Wasgauwaldbahn von Bundenthal nach Ludwigswinkel.

## Städte und Gemeinden
Verbandsgemeinden mit ihren verbandsangehörigen Städten und Gemeinden
(Einwohnerzahlen vom 31. Dezember 2023; Sitz jeder Verbandsgemeinde mit * markiert)
- Verbandsgemeinde Dahner Felsenland

1. Bobenthal (266)
2. Bruchweiler-Bärenbach (1580)
3. Bundenthal (1055)
4. Busenberg (1167)
5. Dahn, Stadt * (4535)
6. Erfweiler (1173)
7. Erlenbach bei Dahn (337)
8. Fischbach bei Dahn (1490)
9. Hirschthal (83)
10. Ludwigswinkel (777)
11. Niederschlettenbach (287)
12. Nothweiler (122)
13. Rumbach (413)
14. Schindhard (529)
15. Schönau (Pfalz) (409)

- Verbandsgemeinde Hauenstein

1. Darstein (193)
2. Dimbach (189)
3. Hauenstein (Pfalz) * (3969)
4. Hinterweidenthal (1536)
5. Lug (Pfalz) (598)
6. Schwanheim (Pfalz) (569)
7. Spirkelbach (675)
8. Wilgartswiesen (1036)

- Verbandsgemeinde Rodalben

1. Clausen (1417)
2. Donsieders (905)
3. Leimen (Pfalz) (963)
4. Merzalben (1188)
5. Münchweiler an der Rodalb (2836)
6. Rodalben, Stadt * (6768)

- Verbandsgemeinde Thaleischweiler-Wallhalben

1. Biedershausen (187)
2. Herschberg (845)
3. Hettenhausen (221)
4. Höheischweiler (819)
5. Höhfröschen (919)
6. Knopp-Labach (429)
7. Krähenberg (165)
8. Maßweiler (930)
9. Nünschweiler (759)
10. Obernheim-Kirchenarnbach (1611)
11. Petersberg (845)
12. Reifenberg (798)
13. Rieschweiler-Mühlbach (2069)
14. Saalstadt (319)
15. Schauerberg (186)
16. Schmitshausen (406)
17. Thaleischweiler-Fröschen * (3218)
18. Wallhalben (859)
19. Weselberg (1323)
20. Winterbach (Pfalz) (517)

- Verbandsgemeinde Waldfischbach-Burgalben

1. Geiselberg (793)
2. Heltersberg (2046)
3. Hermersberg (1746)
4. Höheinöd (1185)
5. Horbach (Pfalz) (494)
6. Schmalenberg (763)
7. Steinalben (378)
8. Waldfischbach-Burgalben * (4720)

- Verbandsgemeinde Zweibrücken-Land
[Sitz: Zweibrücken]

1. Althornbach (680)
2. Battweiler (651)
3. Bechhofen (2171)
4. Contwig (5051)
5. Dellfeld (1408)
6. Dietrichingen (348)
7. Großbundenbach (338)
8. Großsteinhausen (572)
9. Hornbach, Stadt (1419)
10. Käshofen (618)
11. Kleinbundenbach (437)
12. Kleinsteinhausen (761)
13. Mauschbach (302)
14. Riedelberg (453)
15. Rosenkopf (365)
16. Walshausen (317)
17. Wiesbach (479)

- Verbandsgemeinde Pirmasens-Land
[Sitz: Pirmasens]

1. Bottenbach (731)
2. Eppenbrunn (1296)
3. Hilst (315)
4. Kröppen (670)
5. Lemberg (3698)
6. Obersimten (622)
7. Ruppertsweiler (1501)
8. Schweix (280)
9. Trulben (1129)
10. Vinningen (1685)

### Ehemalige Gemeinden
- Burgalben, am 7. Juni 1969 zu Waldfischbach-Burgalben
- Fröschen, 1959 aufgelöst
- Harsberg, am 7. Juni 1969 zu Weselberg
- Thaleischweiler, am 7. Juni 1969 zu Thaleischweiler-Fröschen
- Thalfröschen, am 7. Juni 1969 zu Thaleischweiler-Fröschen
- Waldfischbach, am 7. Juni 1969 zu Waldfischbach-Burgalben
- Wieslautern, am 17. Juni 1989 aufgelöst
- Zeselberg, am 7. Juni 1969 zu Weselberg

Siehe auch
- Listen zu dem Begriff „Gebietsveränderungen“ siehe Gebietsreformen in Rheinland-Pfalz
- Liste der Orte im Landkreis Südwestpfalz

## Kfz-Kennzeichen
Am 1. Juli 1956 wurde dem Landkreis bei der Einführung der bis heute gültigen Kfz-Kennzeichen das Unterscheidungszeichen PS zugewiesen. Es wird durchgängig bis heute ausgegeben. Seit dem 2. Februar 2015 ist in Zusammenhang mit der Kennzeichenliberalisierung auch das Unterscheidungszeichen ZW (Zweibrücken) erhältlich.